# Monkey hanger
Monkey hanger (apen-opknoper) is een bijnaam voor een inwoner van de Engelse stad Hartlepool.
De naam gaat terug op een legende uit de tijd van de napoleontische oorlogen. Een Frans schip genaamd de Chasse Marée zou destijds voor de kust bij Hartlepool schipbreuk hebben geleden, met een aap als enige overlevende. Deze aap zou ter vermaak van de opvarenden op het schip hebben meegereisd en was gekleed in een Frans uniform. De inwoners van Hartlepool zagen de aap daarom aan voor een Franse spion en besloten hem te ondervragen. Toen de aap bleef zwijgen veroordeelden de Hartlepudlianen hem ter dood. Hij werd opgeknoopt aan de mast van een vissersboot.
De legendarische aap is sindsdien deel van de folklore in Hartlepool. De officiële mascotte van de lokale voetbalclub Hartlepool United is bijvoorbeeld een aap. Deze H'Angus the Monkey werd in 2002 door de bevolking van Hartlepool tot burgemeester verkozen. Stuart Drummond, de acteur die tijdens de campagne de rol van aap vertolkte, haastte zich na zijn verkiezing overigens om te verklaren dat niet de aap, maar hij nu burgemeester was. Ondanks dat hij zijn verkiezingsbelofte "gratis bananen voor alle schoolkinderen" geen gestand deed, werd hij in 2005 herkozen.